# Erdsystemwissenschaft

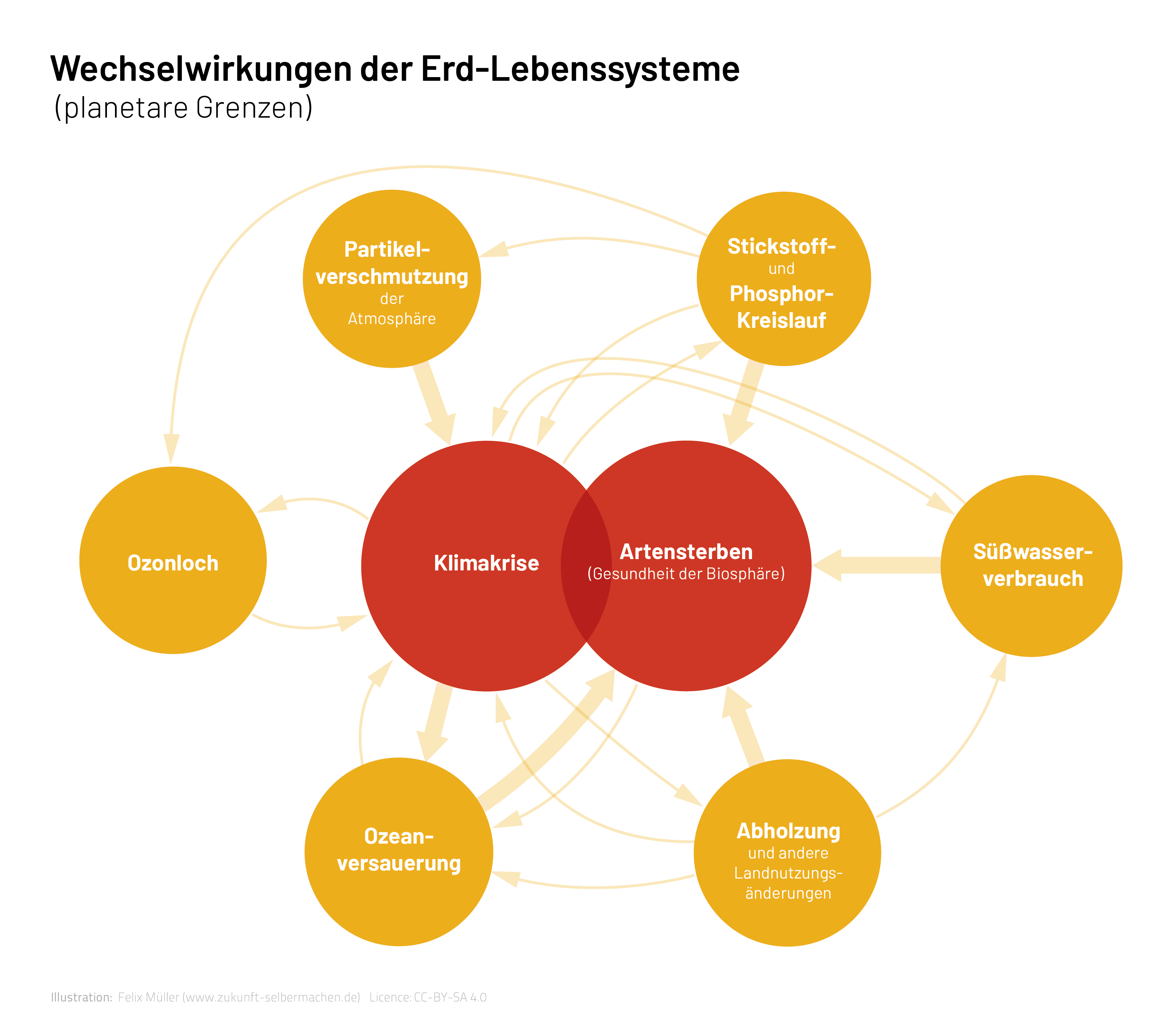
Wechselwirkungen der Erd-Lebenssysteme (anhand der planetaren Grenzen)

Die  Erdsystemwissenschaft (auch: Erdsystemforschung, Erdsystemanalyse; engl. earth system science, earth system analysis) ist eine interdisziplinäre Wissenschaft, die sich mit der Erforschung des „Systems Erde“ befasst. Als Erdsystem wird dabei die Summe physikalischer, chemischer, biologischer und sozialer Komponenten, Prozesse und Wechselwirkungen bezeichnet, die den Zustand und die Veränderungen des Planeten Erde beeinflussen.

## Forschungsbereiche
Im Rahmen der Erdsystemforschung werden vorwiegend globale Umweltveränderungen beobachtet, analysiert und vorhergesagt, die die Interaktion zwischen Land, Atmosphäre, Wasser, Eis, Biosphäre, Gesellschaften, Technologien und Wirtschaft umfassen. Unter globalen Umweltveränderungen werden dabei Veränderungen der physikalischen und biogeochemischen Umwelt verstanden, die entweder natürlichen Ursprungs oder durch menschliches Verhalten beeinflusst sind. Zu letzteren zählen etwa Entwaldung, Nutzung fossiler Energieträger (Erdöl, Kohle etc.), Urbanisierung, Landgewinnung, intensive Landnutzung, Trinkwassergewinnung, Überfischung und Müllproduktion.

## Hintergrund und Geschichte
Die Entstehung der Erdsystemwissenschaft stand in engem Zusammenhang mit der Entwicklung von weltraumbasierten Messgeräten zur globalen und regionalen Beobachtung des Erdsystems seit den 1960er Jahren. Eine zentrale technologische Grundlage waren zudem die kontinuierlichen Messungen des Kohlenstoffdioxidgehalts in der Erdatmosphäre durch Charles Keeling seit 1957, die die Zusammenhänge zwischen Atmosphäre und Biosphäre sichtbar machten (vgl. Keeling-Kurve).
Wichtiger theoretischer Hintergrund war die Gaia-Theorie von James Lovelock aus den 1970er Jahren, die die Erde – aus dem Weltraum betrachtet – als ein einziges dynamisches System beschreibt, das von einem thermodynamischen Gleichgewicht weit entfernt ist. Ein Pionier der Erdsystemwissenschaft in Europa ist seit 1972 das International Institute for Applied Systems Analysis, auch vereinzelte Wissenschaftler wie der Geograph und Mathematiker Dieter Klaus (Geographisches Institut der Universität Bonn) forschten seit Ende der 70er Jahre im Bereich der Erdsystemwissenschaft. Ein wichtiger Meilenstein war 1980 die US-amerikanische Studie Global 2000, deren Aussagen auf komplexen globalen Systemmodellen basieren.
Im Jahr 1983 rief die NASA das Earth System Sciences Committee ins Leben, dessen Vorsitzender Francis Bretherton (Professor für Atmosphären- und Ozeanwissenschaften an der University of Wisconsin und Direktor des National Center for Atmospheric Research) war. Der Begriff Earth System Science wurde erstmals 1985 von Bretherton in einer Veröffentlichung verwendet. Eine zentrale Rolle sah Bretherton in der Entwicklung mathematischer Modelle, um die subtilen Interaktionen und Rückkoppelungen, die das Erdsystem beeinflussen, zumindest annähernd zu beschreiben. Als wichtiges Mittel der Datengewinnung nannte er die Fernerkundung (z. B. mit Erdbeobachtungssatelliten). Der im Jahr 1986 vom Earth System Sciences Committee der NASA unter der Leitung von Bretherton verfasste Bericht Earth System Science: A Program For Global Change beschreib die Ziele der Erdsystemforschung:
1. weltweite Messungen, um die physikalischen, chemischen und biologischen Prozesse in der Evolution der Erde zu verstehen
2. Dokumentation globaler Veränderungen in den kommenden Jahrzehnten
3. Vorhersagen künftiger Veränderungen anhand von quantitativen Modellen
4. Zusammenfassung der Informationen, um auf die Konsequenzen der globalen Veränderungen effektiver reagieren zu können.

Dieser Bericht führte zur Etablierung des U.S. Global Change Research Program (USGCRP).
Ein weiterer vielzitierter Bericht von Bretherton erschien 1988 unter dem Titel Earth System Science: A closer view.
Darauf aufbauend entwickelte Hans Joachim Schellnhuber im Zusammenhang mit der konzeptuellen Planung des Potsdam-Instituts für Klimafolgenforschung Anfang der 1990er Jahre sein Konzept der Erdsystemanalyse, das er später weiter ausbaute.
Im Jahr 2001 verabschiedeten Delegierte von über 100 Ländern, die an den vier großen internationalen Forschungsprogrammen zu globalen Umweltveränderungen (International Human Dimensions Programme on Global Environmental Change, International Geosphere-Biosphere Programme, World Climate Research Programme, DIVERSITAS) beteiligt waren, die Amsterdam Declaration. Dies stellte formal die Gründung des Earth System Science Partnership (ESSP) dar.
In Deutschland wurde im Jahr 2008 das Forschungszentrum Erdsystemwissenschaften an der Johannes Gutenberg-Universität Mainz gegründet. Seit 2010 bietet die Universität Hohenheim einen Masterstudiengang „Erdsystemwissenschaft“ an. Die Technische Universität München bietet einen englischsprachigen Masterstudiengang „Earth Oriented Space Science and Technology“ mit drei Schwerpunktfeldern Erdsystemwissenschaften, Fernerkundung und Navigation an.
In der Schweiz bietet die Universität Zürich in Kooperation mit der ETH Zürich einen Bachelor- und einen Masterstudiengang an. Die obligatorischen Lehrveranstaltungen im Bachelorstudium finden in der Regel auf Deutsch statt, die Lehrveranstaltungen des Masterprogramms in der Regel in englischer Sprache.